# Oonops mitchelli
Oonops mitchelli är en spindelart som beskrevs av Willis J. Gertsch 1977. Oonops mitchelli ingår i släktet Oonops och familjen dansspindlar. Inga underarter finns listade i Catalogue of Life.